# Chirita maguanensis
Chirita maguanensis är en tvåhjärtbladig växtart som beskrevs av Z.Y. Li, H. Jiang och H. Xu. Chirita maguanensis ingår i släktet Chirita och familjen Gesneriaceae. Inga underarter finns listade i Catalogue of Life.